# Махново (Опочецкий район)
Махново — деревня в Опочецком районе Псковской области России. Входит в состав Глубоковской волости.
Расположена вблизи и частично на берегу озера Мутишино, около 33 км к югу от города Опочка

## Население
| 2001 | 2002 | 2010 | 2013 | 2014 | 2015 | 2016 |
| ---- | ---- | ---- | ---- | ---- | ---- | ---- |
| 1    | →1   | ↘0   | →0   | →0   | →0   | →0   |

Численность населения начиная с 2000-х годов ежегодно растет за счет активно разрастающегося поселка старообрядцев и на 2019 год составляет 68 чел. Старообрядцы в 2000-х годах организовали поселок малоэтажной застройки (жилые дома от 3 до 4 этажей). Старообрядцы живут в поселке на полном продовольственном самообеспечении, пекут хлеб, ведут сельское хозяйство, выращивают подсолнухи, капусту, лук, картошку и т. д.

## История
До 2005 года деревня входила в состав ныне упразднённой Лобовской волости с центром в д. Лобово, затем до 2015 года в состав Звонской волости.